# 永田洋平
永田 洋平（ながた ようへい、1917年（大正6年）10月10日 - 2002年（平成14年）1月11日）は日本の鳥類研究家、釧路短期大学教授。元、北海道自然保護協会会長。

## 人物
静岡県駿東郡小山町に生まれ、幼少期を満州で過ごす。1931年（昭和6年）に北海道川上郡弟子屈町に移住。1941年（昭和16年）より弟子屈町立弟子屈小学校教諭。1979年（昭和54年） - 1992年（平成4年）釧路短期大学教授。
北海道東部の野生動物や鳥類、特にシマフクロウ、アオバトなどの研究で知られる。

## 受賞歴
- 日本鳥学会賞奨学賞（1954年・1973年〕「アオバトの生態研究」・「シマフクロウの生態研究」[1]
- 知床賞（第1回/1989年）[1]

## 著書
- 北方動物記　1-5（偕成社　1981年）
- 北海道動物記 : 生態観察の写真と記録（法政大学出版局　1958年）
- 野山の名ハンターキツネ : 生き生き動物の国（誠文堂新光社　1988年）